# Clare Briggs
Pour les articles homonymes, voir Briggs.
Clare Briggs (né le 5 août 1875 à Reedsburg, mort le 3 janvier 1930) est un dessinateur de comics américain.

## Biographie
Né dans le Wisconsin, Clare Briggs étudie à l'université du Nebraska entre 1894 et 1896, et publie ses premiers dessins dans The Western Penman. Il fait ensuite des croquis pour le St Louis Globe-Democrat et le St Louis Chronicle. Il se rend ensuite à New York. Il crée son premier strip en 1903 dans l'American, considéré de façon erronée comme un daily strip. Il travaille ensuite pour le Chicago Tribune en 1907, et retourne à New York en 1914 où il entre au NY Tribune. En 1919 il crée Mr. and Mrs., un family strip qu'il dessine jusqu'à sa mort en janvier 1930 d'une pneumonie.

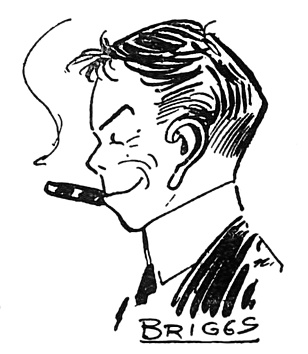
Auto-caricature de Clare Briggs